# 切奇莉娅·罗尼奥尼
切奇莉娅·罗尼奥尼（義大利語：Cecilia Rognoni，1976年12月1日—），阿根廷女子曲棍球运动员。她曾代表阿根廷国家队参加1996年、2000年和2004年夏季奥林匹克运动会曲棍球比赛，获得一枚银牌和一枚铜牌。